# Heinrich Gebhard
Pour les articles homonymes, voir Gebhard.
Heinrich Gebhard est un pianiste, compositeur et pédagogue américain d'origine allemande né le 25 juillet 1878 à Sobernheim (Rhénanie-Palatinat, en Allemagne) et mort le 5 mai 1963 à North Arlington (New Jersey, aux États-Unis).

## Biographie
Heinrich Gebhard naît le 25 juillet 1878 à Sobernheim (Rhénanie-Palatinat),. À l'âge de huit ans, il se fixe avec ses parents à Boston, où il est élève de Clayton Johns.
Entre 1896 et 1899, il se perfectionne à Vienne et travaille avec Teodor Leszetycki (piano) et Richard Heuberger (composition),.
En 1899, Gebhard fait ses débuts en concert avec l'Orchestre symphonique de Boston, formation avec laquelle il se produit plus d'une trentaine de fois dans les années 1901-1933.
Comme soliste, il donne les premières auditions américaines d'œuvres de Vincent d'Indy (la Symphonie sur un chant montagnard français) et de Richard Strauss (Burleske), et se fait le champion d'A Pagan Poem (en) pour piano et orchestre de Charles Martin Loeffler, qu'il joue près de cent fois avec des orchestres américains,. Il est aussi le créateur de Night and Day de Frederick Shepherd Converse.
Interprète réputé de musique impressionniste, Heinrich Gebhard est également un pédagogue recherché. Parmi ses élèves, on compte notamment Leonard Bernstein.
Comme compositeur, il est l'auteur d'œuvres qui s'inscrivent principalement dans une veine impressionniste : 
- Fantaisie pour piano et orchestre, créée avec l'Orchestre philharmonique de New York le 12 novembre 1925 (avec le compositeur au piano) ;
- Across the Hills, poème symphonique (1940) ;
- Divertimento pour piano et orchestre de chambre (Boston, 20 décembre 1927) ;
- Quatuor à cordes ;
- Waltz Suite pour deux pianos ;
- The Sun, Cloud and the Flower, cycle de mélodies ;
- nombreuses pièces pour piano.

Il a également arrangé pour deux pianos A Pagan Poem de Loeffler et a écrit l'ouvrage The Art of Pedaling (New York, 1963), publié à titre posthume avec une introduction de Leonard Bernstein.
Heinrich Gebhard meurt le 5 mai 1963 à North Arlington (New Jersey),.